# Pachydema normandi
Pachydema normandi är en skalbaggsart som beskrevs av Baraud 1979. Pachydema normandi ingår i släktet Pachydema och familjen Melolonthidae. Inga underarter finns listade i Catalogue of Life.